# Yekaterina Shumílova
Yekaterina Yevguénievna Shumílova –en ruso, Екатерина Евгеньевна Шумилова– (Solikamsk, 25 de octubre de 1986) es una deportista rusa que compite en biatlón.
Participó en los Juegos Olímpicos de Sochi 2014, obteniendo una medalla de plata en la prueba de relevos 4 × 6 km, aunque fue descalificada tres años después.
Ha ganado cinco medallas en el Campeonato Europeo de Biatlón entre los años 2010 y 2015.

## Palmarés internacional
| Juegos Olímpicos   | Juegos Olímpicos     | Juegos Olímpicos  | Juegos Olímpicos |
| Año                | Lugar                | Medalla           | Prueba           |
| ------------------ | -------------------- | ----------------- | ---------------- |
| 2014               | Sochi (Rusia)        | DSC               | Relevos          |
| Campeonato Europeo |                      |                   |                  |
| Año                | Lugar                | Medalla           | Prueba           |
| 2010               | Otepää (Estonia)     | Medalla de bronce | Persecución      |
| 2010               | Otepää (Estonia)     | Medalla de bronce | Relevos          |
| 2012               | Osrblie (Eslovaquia) | Medalla de plata  | Relevos          |
| 2015               | Otepää (Estonia)     | Medalla de oro    | Persecución      |
| 2015               | Otepää (Estonia)     | Medalla de bronce | Velocidad        |